# 유사라
유사라(1987년 ~ )는 대한민국의 모델, 배우다. 2010년 CF 'SK텔레콤'으로 데뷔했다.

## 학력
- 상명대학교

## 방송
- 반짝반짝 빛나는 (2011)
- 스카이 (2012)
- 장옥정, 사랑에 살다 (2013) - 솔비 역

## 음반
- 니가 좋아 (2010)

## 기타
- 'PC사랑’ 10월호 표지모델 (2009)
- 2NISE - 왜이래 뮤직비디오 출연 (2010)
- SK텔레콤 CF 모델 (2010)